# Metiș, Sibiu
Metiș, mai demult Metișdorf, (în germană Martinsdorf, în dialectul săsesc Mättersdorf, Metesdorf, în maghiară Martonfalva, Szászmártonfalva, Mártonfalva) este un sat în comuna Mihăileni din județul Sibiu, Transilvania, România.
Biserica fortificată din Metiș a avut până la reforma protestantă hramul Sfânta Cruce.

## Monumente istorice
- Biserica evanghelică fortificată din Metiș, sec. al XIII-lea

## Galerie de imagini

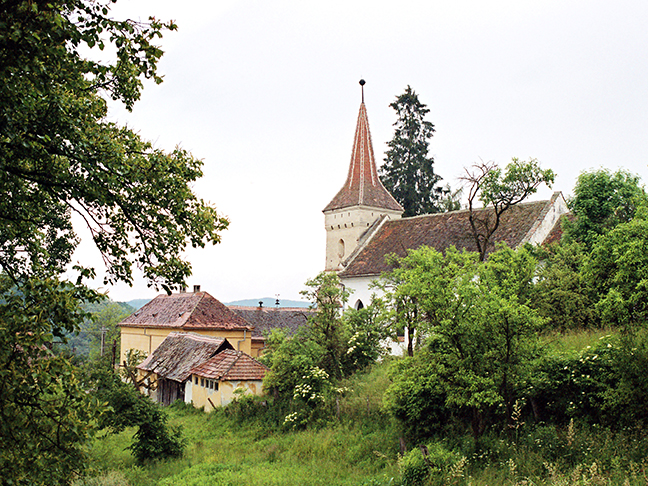
Biserica fortificată din Metiş
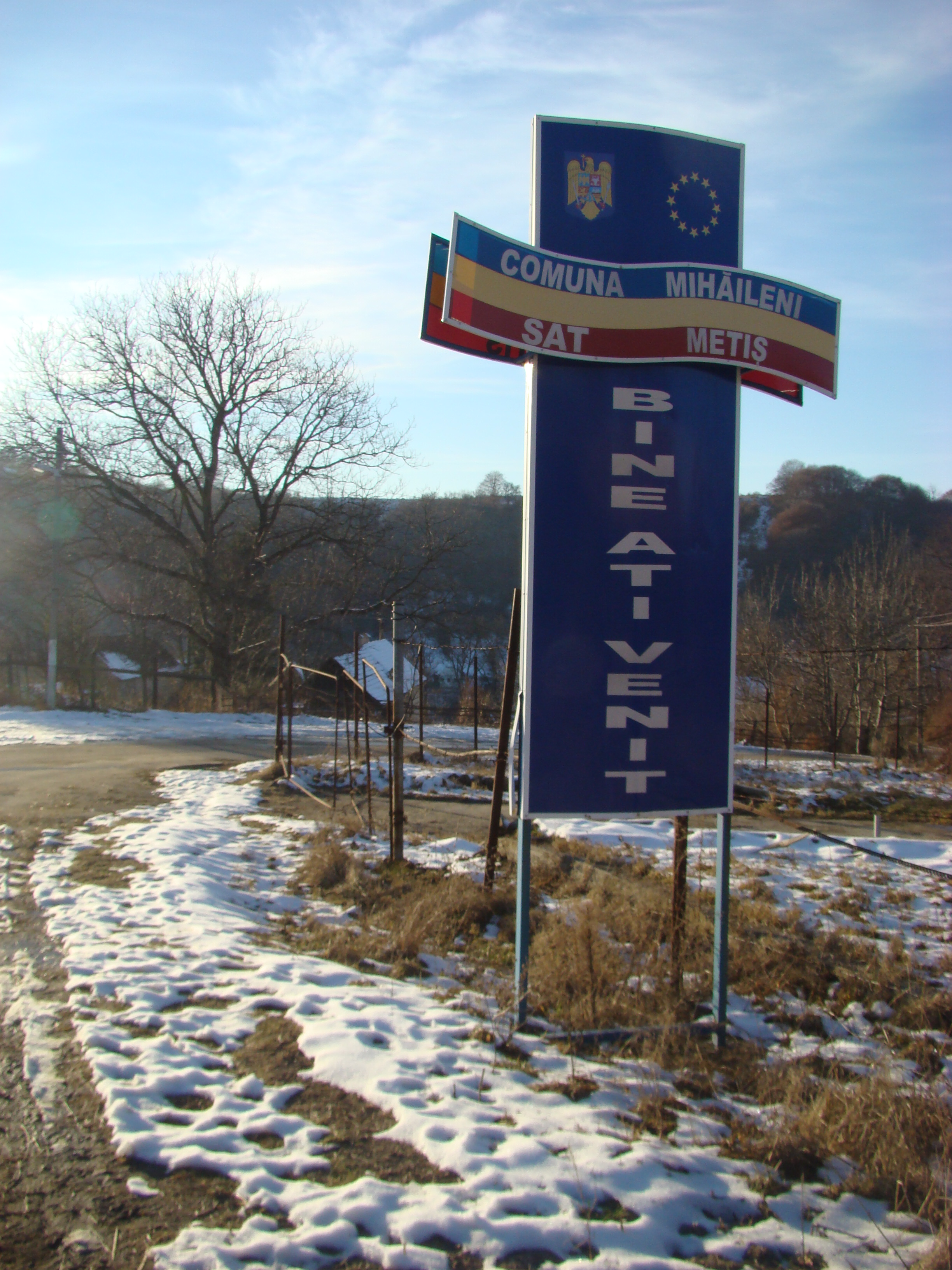
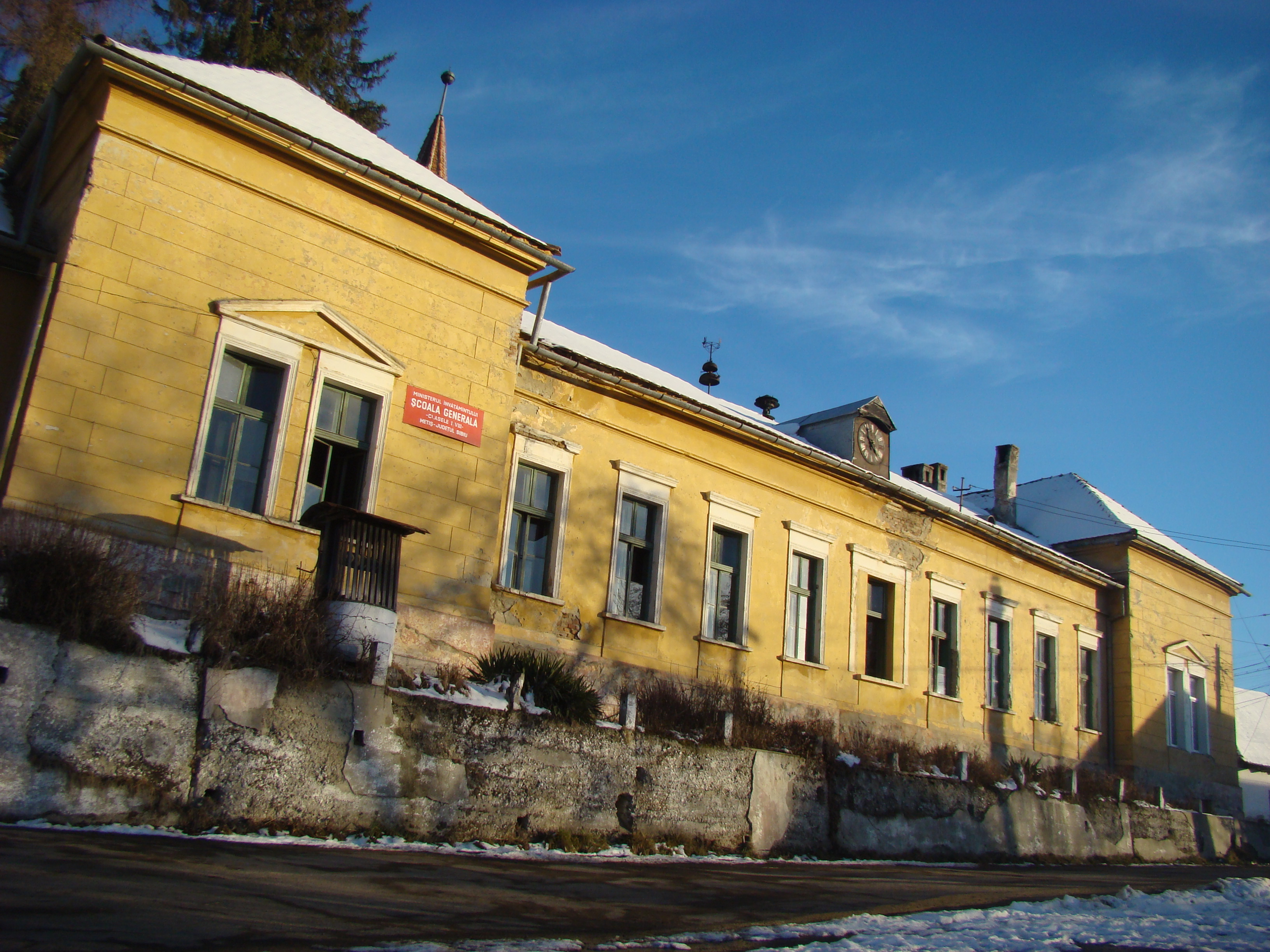
Școala
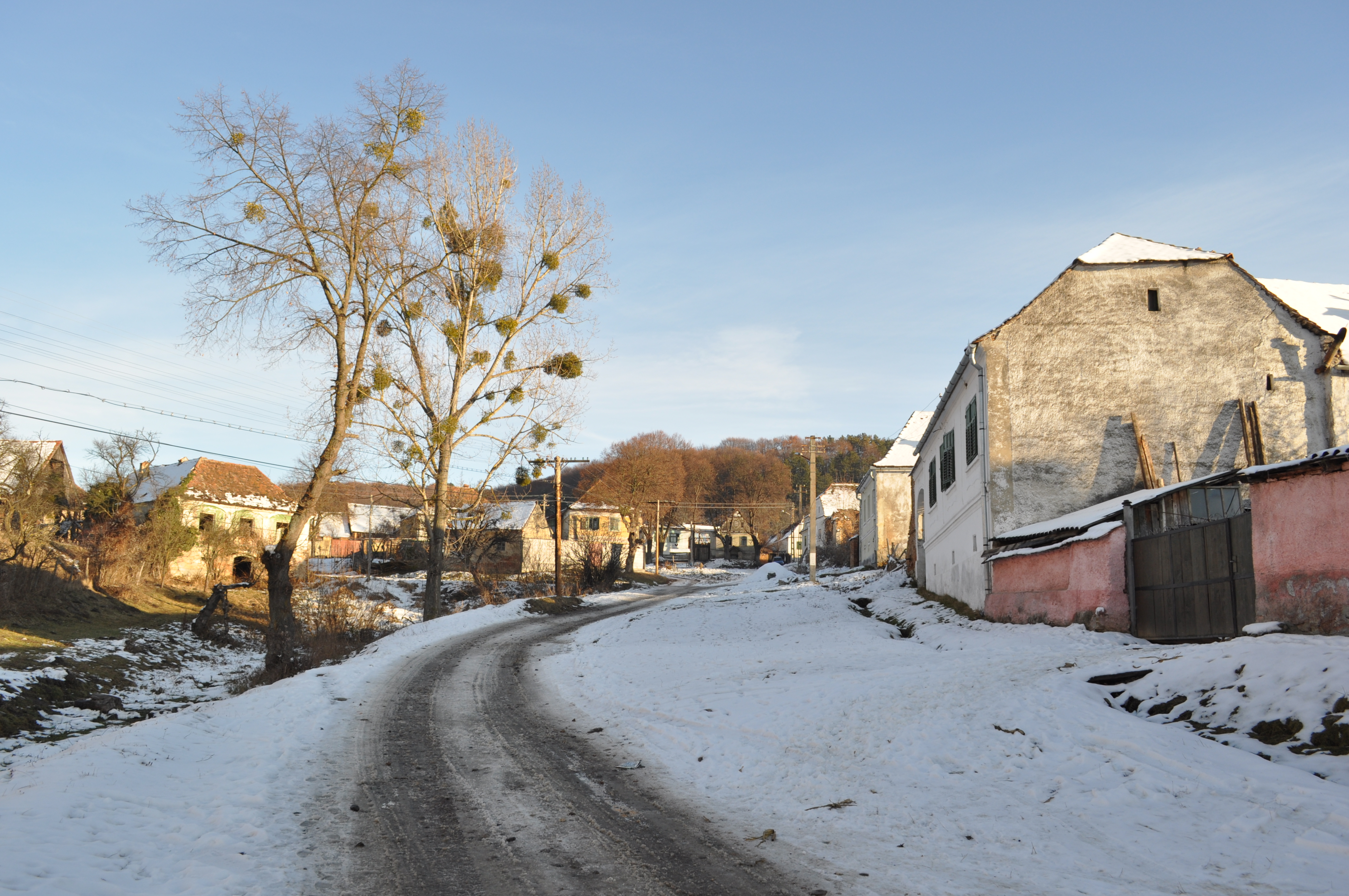
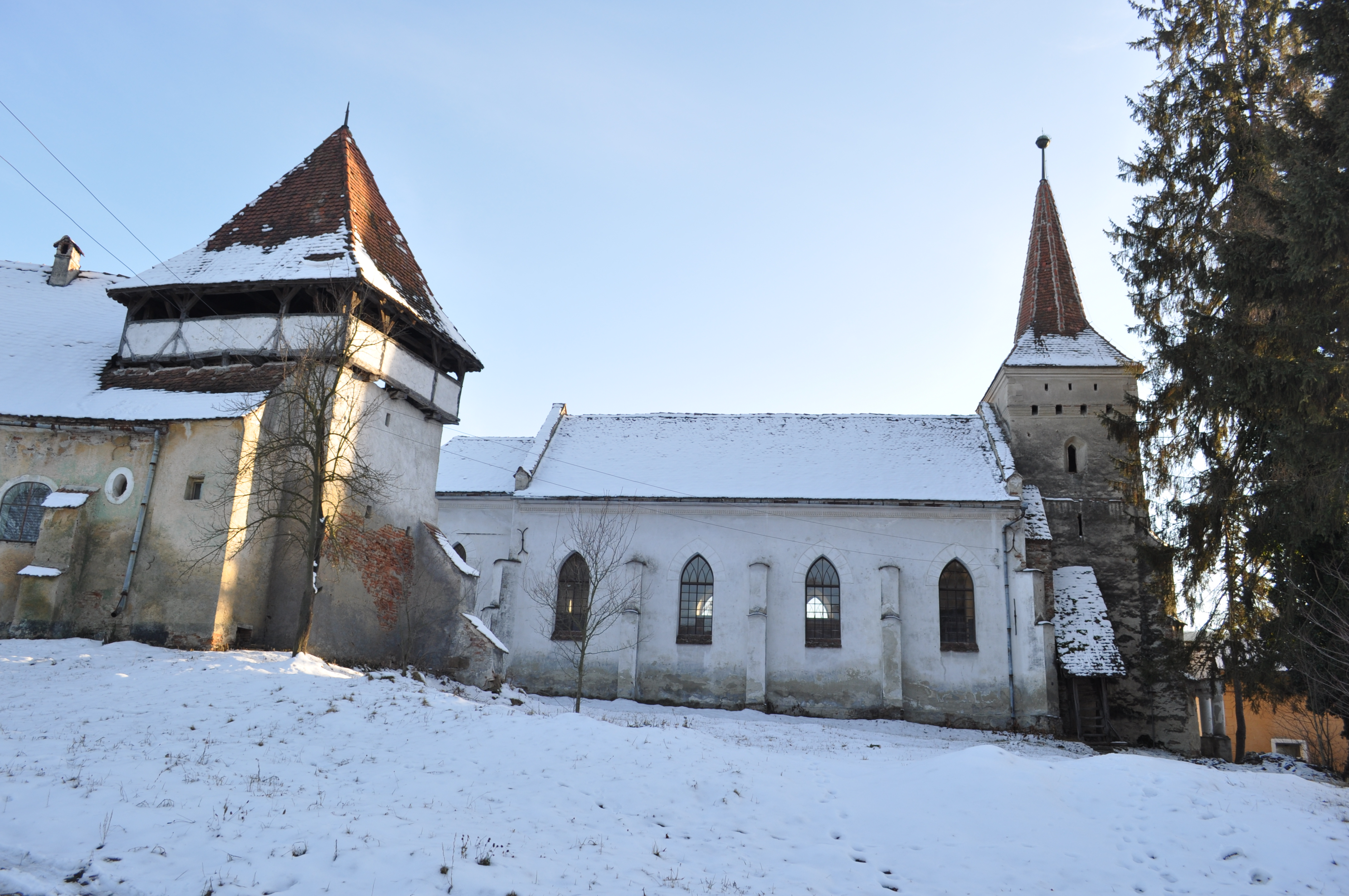
Biserica evanghelică fortificată
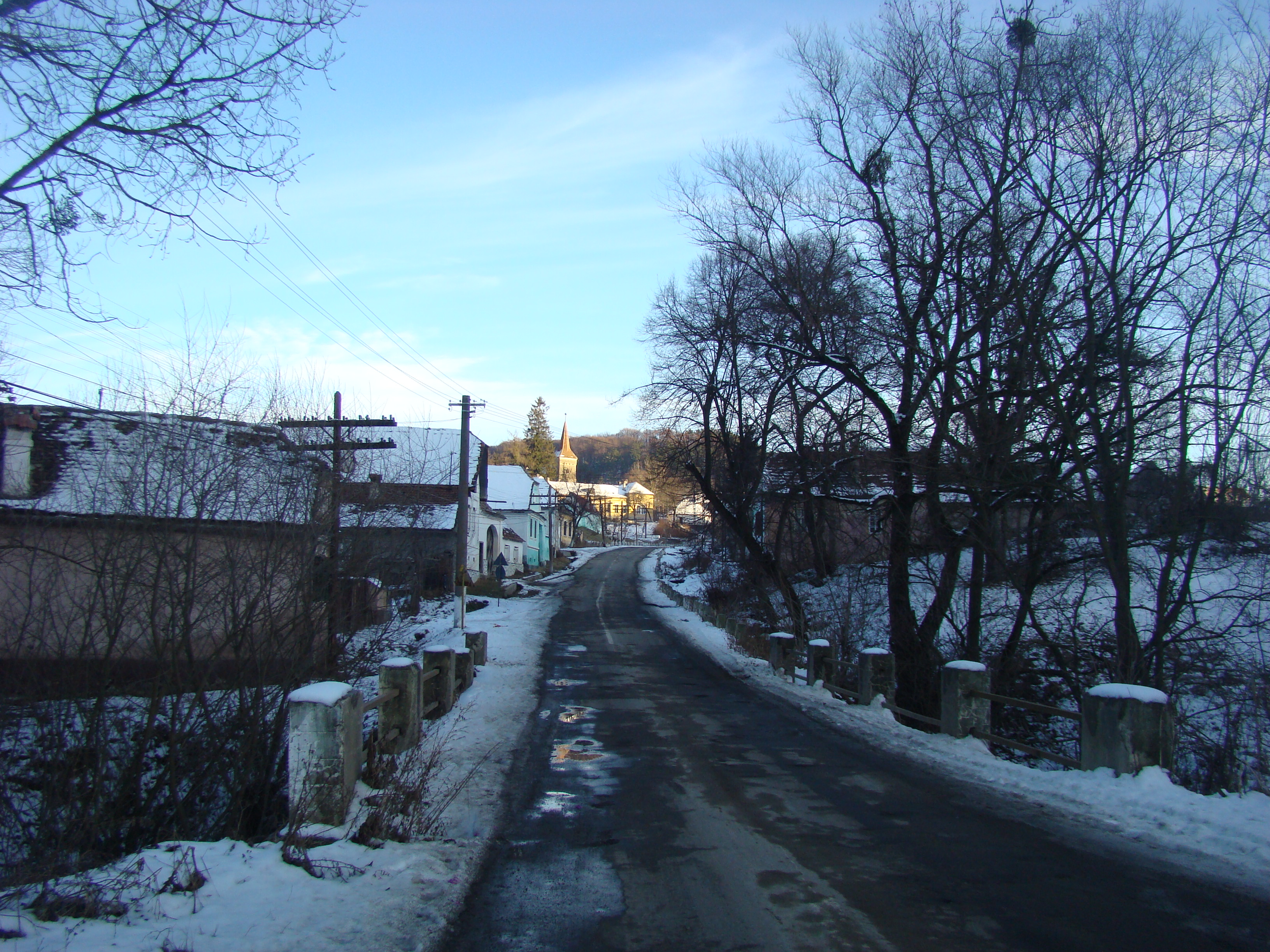